# LOG in (콘서트 투어)
《2024-25 NCT WISH ASIA TOUR "LOG in"》은 대한민국과 일본의 음악 그룹 NCT WISH의 첫번째 콘서트 투어이다.

## 일본 투어
2024년 7월 22일, 에이벡스 NCT 공식 홈페이지는 12회에 걸친 NCT WISH의 홀 투어 일정을 뒤이어 같은날과 8월 11일, NCTzen JAPAN 선행 예매를 시작으로 SMTOWN JAPAN 대상 선행 예매가 일제히 진행되었으며 10월 16일 투어명이 이와 같이 결정되었다.

## 아시아 투어
뒤이어 2024년 10월 16일, NCT 공식 SNS는 일본 투어 이외의 11회에 걸친 아시아 투어 개최 국가를 발표하였으며, 12월 12일 국내에서의 3일에 걸친 일정이 발표되었다.
NCT WISH는 25회에 걸친 아시아 투어를 통해 약 10만여명의 누적 관객을 기록하였다.

## 투어 일정
| 날짜             | 도시       | 국가       | 장소                               | 관객 동원     |
| ---------------- | ---------- | ---------- | ---------------------------------- | ------------- |
| 2024년 11월 3일  | 이시카와   | 일본       | 혼다노모리 홀                      | 통산 4,400명  |
| 2024년 11월 4일  | 이시카와   | 일본       | 혼다노모리 홀                      | 통산 4,400명  |
| 2024년 11월 9일  | 쿄토       | 일본       | 롬 시어터 교토 메인 호             | 통산 4,000명  |
| 2024년 11월 10일 | 쿄토       | 일본       | 롬 시어터 교토 메인 호             | 통산 4,000명  |
| 2024년 11월 27일 | 요코하마시 | 일본       | 파시 피코 요코하마 국립대 홀       | 통산 10,000명 |
| 2024년 11월 28일 | 요코하마시 | 일본       | 파시 피코 요코하마 국립대 홀       | 통산 10,000명 |
| 2024년 11월 30일 | 효고       | 일본       | 아마가사키 문화센터                | 통산 4,000명  |
| 2024년 12월 1일  | 효고       | 일본       | 아마가사키 문화센터                | 통산 4,000명  |
| 2024년 12월 6일  | 후쿠오카시 | 일본       | 후쿠오카 선 팰리스                 | 통산 4,600명  |
| 2024년 12월 7일  | 후쿠오카시 | 일본       | 후쿠오카 선 팰리스                 | 통산 4,600명  |
| 2024년 12월 12일 | 나고야     | 일본       | 일본 특수도업 시민회관 포레스트 홀 | 통산 4,600명  |
| 2024년 12월 13일 | 나고야     | 일본       | 일본 특수도업 시민회관 포레스트 홀 | 통산 4,600명  |
| 2025년 3월 21일  | 서울       | 대한민국   | SK올림픽핸드볼경기장               | 통산 15,000명 |
| 2025년 3월 22일  | 서울       | 대한민국   | SK올림픽핸드볼경기장               | 통산 15,000명 |
| 2025년 3월 23일  | 서울       | 대한민국   | SK올림픽핸드볼경기장               | 통산 15,000명 |
| 2025년 4월 4일   | 마카오     | 마카오     | 브로드웨이 시어터                  | 통산 9,000명  |
| 2025년 4월 5일   | 마카오     | 마카오     | 브로드웨이 시어터                  | 통산 9,000명  |
| 2025년 4월 6일   | 마카오     | 마카오     | 브로드웨이 시어터                  | 통산 9,000명  |
| 2025년 4월 12일  | 마닐라     | 필리핀     | 뉴 프론티어 극장                   | 4,000명       |
| 2025년 5월 2일   | 홍콩       | 홍콩       | 아시아 월드 엑스포 홀 10           | 통산 10,000명 |
| 2025년 5월 3일   | 홍콩       | 홍콩       | 아시아 월드 엑스포 홀 10           | 통산 10,000명 |
| 2025년 5월 17일  | 싱가포르   | 싱가포르   | 아레나 @ 엑스포 홀 7               | 4,000명       |
| 2025년 5월 24일  | 타이베이   | 중화민국   | 타이베이 뮤직 센터                 | 5,000명       |
| 2025년 5월 31일  | 자카르타   | 인도네시아 | 테니스 인도어 세나얀               | 2,000명       |
| 2025년 6월 7일   | 방콕       | 태국       | 썬더 돔                            | 5,000명       |

## 세트 리스트
- Opening VCR -
- WISH (JP)
- Steady (KR)
- Sail Away (JP)

- VCR #2 -
- 3분까진 필요없어 (3 Minutes) (KR)
- We Go! (JP)

- Ment + Game -
- Cover Mission

1. No.1[9]
2. Make A Wish (Birthday Song)[10]

- Hands Up (JP)
- Dunk Shot (KR)

- VCR #3 -
- CHOO CHOO (JP)
- NASA

- Ment -
- FAR AWAY (JP)
- Touchdown (JP)
- Songbird (JP)

- Encore VCR -
- Tears Are Falling (JP)

- Ment -
- Wishful Winter (JP)
- Our Adventures (JP)

- Ending -

- Opening VCR -
- WISH (KR)
- Steady (KR)
- Sail Away (KR)
- Miracle (KR)

- VCR #2 -
- 3분까진 필요없어 (3 Minutes) (KR)
- Dunk Shot (KR)
- Hands Up (KR)

- Ment + Game -
- Supercute (KR)
- Cover Mission

1. Kissing You[11]
2. 으쌰! 으쌰! (Uh Sha! Uh Sha!)[12]
3. Make A Wish (Birthday Song)[10]

- VCR #3 -
- CHOO CHOO (JP)
- Touchdown (JP)

- Ment -
- Melt Inside My Pocket (KR)
- Songbird (KR)
- NASA

- Encore VCR -
- poppop (KR)서울 제외
- Tears Are Falling (KR)
- Make You Shine (KR)

- Ment -
- Our Adventures (KR)

- Ending -

## 제작
- NCT WISH (시온, 리쿠일본 투어 제외, 유우시, 재희, 료, 사쿠야)
- 주최 : SM 엔터테인먼트